# Pericoronaritis
La pericoronaritis es una enfermedad bucal. Se trata de un proceso infeccioso, que se observa en pacientes jóvenes, entre la segunda y tercera década de la vida por erupción de cualquier diente, fundamentalmente en los terceros molares. Está caracterizada por la inflamación del tejido blando que rodea el diente retenido. Otros autores definen la pericoronaritis como la infección de la cavidad pericoronaria del molar del juicio y de sus paredes, siendo el más frecuente de los accidentes infecciosos.
Esta enfermedad es producida por el crecimiento bacteriano activo en un medio ideal, que es el espacio de tejido blando que cubre la corona del molar. Debajo de la mucosa peridentaria existe un espacio donde hay humedad, tibieza, protección, alimentos y oscuridad, con tal ambiente el crecimiento bacteriano florece.

## Origen
Su origen infeccioso se produce a partir de los elementos infecciosos que circulan por la sangre o de los que ya existen en la cavidad; se admite actualmente que el punto de partida de la infección se sitúa en el espacio pericoronario: el saco que rodea la corona forma una cavidad virtual que puede infectarse al ponerse en comunicación con el medio bucal, bien directamente, por penetración a nivel del saco pericoronario.
Cuando una pieza dental está por erupcionar, en la encía se produce una presión y una falta de espacio. Estos espacios son ocupados por restos alimenticios, bacterias y otras micro sustancias que aprovechan la cálida y húmeda zona de la encía para florecer y generar de esta manera la infección.

## Características
Algunas de las manifestaciones más comunes de esta enfermedad son:
- Se presenta la mayoría de las veces en la infancia, la niñez y en los comienzos de la edad adulta, de 20 a 30 años de edad y más frecuente en zona de terceros molares inferiores.
- Un fuerte dolor.
- Mal olor.
- La inflamación se extiende a los tejidos blandos adyacentes.
- Amigdalitis y absceso peritonsilar o faríngeo.
- Puede observarse presencia de pus.
- Dificultad en la masticación.
- Escalofrío, hipertermia o fiebre.

Los principios en el tratamiento de las pericoronaritis que se instauraron desde los orígenes de la humanidad, fueron la utilización de piedras, lancetas de madera, etc; para su drenaje, siguen aún vigentes en la actualidad, solo que la técnica ha mejorado.
Los pilares básicos a considerar en el tratamiento de las infecciones odontógenas se concretan en dos: uso de antimicrobianos y el tratamiento quirúrgico. Con este tratamiento los objetivos a conseguir consisten en: Reponer la salud del paciente y evitar la aparición de secuelas y complicaciones.